# Alberto Lobos
Alberto Lobos Aranguiz (* 1892 in Rancagua; † 1925) war ein chilenischer Maler.
Gleich seinen Brüdern Alfredo und Enrique Lobos studierte Alfredo bei Fernando Álvarez de Sotomayor an der Escuela de Belas Artes und zählte zur Malergruppe der Generación del Trece.
Im Besitz des Museo Nacional de Bellas Artes befindet sich das Ölgemälde  La Procesión, die Pinakothek der Universidad de Concepción besitzt die Gemälde El Puente und Iglesia de Lourdes.

## Quelle
- Museo Nacional de Bellas Artes - Alberto Lobos

| Personendaten    | Personendaten           |
| ---------------- | ----------------------- |
| NAME             | Lobos, Alberto          |
| ALTERNATIVNAMEN  | Lobos Aranguiz, Alberto |
| KURZBESCHREIBUNG | chilenischer Maler      |
| GEBURTSDATUM     | 1892                    |
| GEBURTSORT       | Rancagua                |
| STERBEDATUM      | 1925                    |